# 荷蘭的恩斯特·卡西米爾王子
威廉·亚历山大·弗雷德里克·恩斯特·卡西米尔（荷蘭語：Willem Alexander Frederik Ernst Casimir；1822年5月21日—1822年10月22日），荷蘭王子，荷兰国王威廉二世与安娜·巴甫洛芙娜的幼子。5个月时因脑积水夭折。